# Lobo Guerrero
El Lobo Guerrero es el nombre de varios personajes ficticios que aparecen en los cómics estadounidenses publicados por Marvel Comics. El primero fue un antiguo enemigo de Deathlok, mientras que el segundo y el tercero, Vince Marcus y Martin Reyna, son hombres lobo y miembros de S.H.I.E.L.D.

## Historias de publicación
La versión Cybertek de Lobo Guerrero apareció por primera vez en Deathlok Vol. 2 #1 y fue creado por Dwayne McDuffie, Gregory Wright, Denys Cowan y Mike Manley.
La versión de Lobo Guerrero de Vince Marcus apareció por primera vez en Comandos Aulladores de Nick Fury #1 y fue creada por Richard Buckler.
La versión de Martin Reyna de Lobo Guerrero apareció por primera vez en S.H.I.E.L.D. Vol. 3 #9 y fue creada por Al Ewing y Stefano Caselli.

## Biografías ficticias de los personajes

### Versión de Cybertek
Lobo Guerrero fue creado por Billy Hansen y otros en Cybertek Systems Inc. (una división de investigación cibernética de la Compañía de Energía Roxxon) como un cyborg asesino de cazadores que surgió antes de la creación de Deathlok. Billy Hansen y sus colegas colocaron un cerebro de lobo gris en el cuerpo del cyborg. Desde su encarcelamiento, Harlan Ryker lo activó remotamente y lo envió a atacar a todos sus superiores anteriores que podrían testificar en su contra por la creación de Deathlok. El propio Billy Hansen fue la primera persona que Lobo Guerrero atacó y lo mató al romper su auto. Luego irrumpió en las instalaciones de la Agencia de Seguridad Nacional, donde destruyó todos los registros que pertenecían a la investigación de Harlan Ryker. Después viajó a las instalaciones principales de Cybertek en Paterson, Nueva Jersey donde Deathlok se estaba reuniendo con Jim Dworman. Deathlok descubrió que Lobo Guerrero tenía el cerebro de un lobo gris y se aseguró de que sus sistemas estuvieran en modo no letal. Lobo Guerrero escapó moviéndose más rápido que Deathlok, después de destruir los archivos computarizados sin que este pudiera evitarlo. Cuando Deathlok se infiltró en la Penitenciaría Federal de Máxima Seguridad de Danbury para enfrentarse a Harlan Ryker, Lobo Guerrero también se presentó y atacó al gerente de cuentas de Cybertek, John Rozum. Deathlok logró evitar que Lobo Guerrero atacara a John Rozum y usó su pistola de energía para incapacitar a Lobo Guerrero. Deathlok anuló el parámetro de "no matar" y sacó a Lobo Guerrero de su miseria ya que sufría una falla en el sistema y sus componentes orgánicos fallarían en 6 horas.

### Vince Marcus
Vince Marcus es miembro de la Fuerza Monstruo de Comandos Aulladores de S.H.I.E.L.D..Él es el comandante de campo. Todavía se desconoce cuando se unió a S.H.I.E.L.D. o por qué es apodado Lobo Guerrero.
Ha luchado con armas de fuego y también utilizó sus garras para infiltrarse en los "Señores del Rayo", un culto apocalíptico y dirigió el asalto a Stonehedge cuando Merlín y las hadas estaban trayendo su mundo al nuestro.

### Martin Reyna
Martin Reyna es un agente de S.H.I.E.L.D. que está a cargo de S.T.A.K.E. del Área 13 —abreviatura de Special Threat Assessment for Known Extranormalities (Evaluación de amenazas especiales para anormalidades conocidas en español)—, una división que se encarga de lidiar con eventos sobrenaturales. Martin también estaba trabajando con el Dr. Paul Kraye en proyectos secretos que temía que el androide LMD de Dum Dum Dugan descubriera tarde o temprano, razón por la cual ambos decidieron que debían deshacerse de Dum Dum Dugan antes de ser descubiertos.
Como parte del evento All-New, All-Different Marvel, Martin Reyna se convirtió en el supervisor de los últimos Comandos Aulladores dirigidos por Dum Dum Dugan.
Lobo Guerrero estaba con los Comandos Aulladores en el momento en que ayudaron al Viejo Logan a rescatar a Júbilo de Drácula.

## Poderes y habilidades
La versión Cybertek de Lobo Guerrero tenía una gran resistencia, durabilidad mejorada y podía correr a 317 mph, lo suficiente como para hacer añicos un automóvil. Poseía proyectores de plasma implantados en la órbita de los ojos que liberaban haces altamente destructivos con efectos secundarios que dejaban ciego a Lobo Guerrero cuando los usaba y podía sobrecargarse si los usaba en exceso.
Las encarnaciones de Lobo Guerrero de Vince Marcus y Martin Reyna son hombres lobo con fuerza sobrehumana, resistencia y sentidos sobrehumanos. Las transformaciones de Marcus están ligadas a Marte en lugar de a la Luna,mientras que Reyna puede transformarse a voluntad.

## Otras versiones

### Tierra-7484
Lobo Guerrero fue un cyborg creado por Simon Ryker, presumiblemente bajo el Project: Alpha-Mech. Ryker lo consideró su primer éxito, ya que la naturaleza rebelde de Deathlok lo convirtió en un fracaso para las necesidades de Ryker. El cuerpo humano original de Lobo Guerrero no está identificado.
Deathlok rastreó informes de su antiguo camarada Mike Travers a la Estatua de la Libertad. Allí luchó contra los agentes de Simon Ryker y entró en una celda donde se encontraban Ryker y el Lobo Guerrero, a quien Ryker reclamó por Travers.
Ryker envió a Lobo Guerrero a matar a Deathlok, quien se vio incapaz de luchar contra lo que él creía que era su mejor amigo. Lobo Guerrero golpeó a Deathlok contra el suelo presuntamente programado con los conocimientos de Travers sobre Manning, pero Deathlok hizo que este lo hiriera cuando alcanzó la pistola láser que Lobo Guerrero tenía en su mano forzándolo a dispararle. Deathlok no pudo hacer seguimiento del ataque, y Lobo Guerrero lo aplastó con un pedazo de maquinaria, luego lo golpeó repetidas veces, incluso llegó a cortar su línea de vida. Lobo Guerrero siguió bombardeando al debilitado Deathlok, pero luego Ryker se volvió demasiado confiado y reveló que Lobo Guerrero no era Travers (afirmó que Travers había muerto en la mesa de operaciones, aunque luego se demostró que estaba vivo). Esto tuvo el efecto opuesto de lo que Ryker esperaba, y Deathlok acababa de recibir la motivación para luchar contra Lobo Guerrero. Deathlok atacó a Lobo Guerrero desde la parte superior del pedestal de la Estatua de la Libertad y se aseguró de que Lobo Guerrero soportara el impacto completamente en su espalda. Aunque su computadora indicaba que los circuitos principales de su oponente estaban a punto de detenerse, Deathlok se rehusó a parar. Continuó golpeando a Lobo Guerrero, sacando su daga de su mano y luego abrió un agujero en su pecho con su pistola láser. Su computadora analizó el estado de su oponente cyborg y lo calificó como demolido.

## En otros medios

### Película
- La encarnación de Martin Reyna como Lobo Guerrero aparece en la película animada de 2016 Hulk: Where Monsters Dwell, con la voz de Edward Bosco.[12]Esta versión es miembro de los Comandos Aulladores, donde trabajan para contener a los monstruos y mantener seguros los cuerpos de Hulk y Doctor Strange en el momento en que ellos hacen un viaje a la Dimensión del Sueño para lidiar con Pesadilla.

### Videojuegos
- La versión de Vince Marcus de Lobo Guerrero es un personaje jugable en Marvel Future Fight.[13]